# Помоћ авио-компаније путницима са инвалидитетом
Помоћ авио-компаније путницима са инвалидитетом посебна је врста услуга коју данас пружа све већи број аввио-превозника у свету иако не глобалном нивоу не постоје јединствени стандарди који регулишу пружање помоћи путницима авио-компаније са инвалидитетом. Па тако према америчким прописи  одговорност за пружање ових услуга је на авио-компанијама, према правилима Европске уније обавеза је аеродрома за пружање помоћи инвалидима, док поједине земље као што су оне у Јужној Америци уопште немају овај пропис.  
Због правно нерегулисаног статуса пружања помоћи на глобалном нивоу путницима са инвалидитетом Међународна асоцијација за ваздушни превоз (ИАТА) забринута је због потешкоћа изазваних недоследним прописима.

## Опште информације
Регулатива у Северној Америци и Европи се разликује у неколико аспеката. Једна значајна варијација је да је у ЕУ одговорност на оператеру аеродрома да се брине о особама са инвалидитетом све док их не смести на своје седиште у авиону. У Сједињеним Америлким Државама, авио-компаније су одговорне за путника са инвалидитетом од тренутка када путник стигне у зону за пријаву.
Ситуација у Канади је опет мало другачија. Канадска транспортна агенција (ЦТА) има задатак да обезбеди уклањање непотребних препрека за особе са инвалидитетом у канадској транспортној мрежи. Неки основни прописи су усвојени средином 1990-их, али ЦТА обично одлучује о свим питањима која се појаве од случаја до случаја.
ЦТА је издао различите Кодексе праксе, који нису правни инструменти. Ови кодекси захтевају да тамо где су машине за издавање у вези са транспортом и информативни киосци доступни широј јавности, бар један треба да буде доступан особама са инвалидитетом. Међутим, нема назнака којим инвалидитетом киоск мора да се бави. Да би се вода додатно замутила, канадско законодавство заправо не дефинише појам „инвалидност“.
У Латинској Америци тренутно не постоје закони који се посебно односе на ваздухопловство и путнике са инвалидитетом, али су и Еквадор и Бразил недавно донели законе о дискриминацији који би се могли користити за присиљавање авиокомпанија на поштовање прописа.

## Пријава за услугу
Да би аеродром или авио-компанија могле да обаве ову услугу неопходно је да путник са инвалидитетом потврди резервацију и у њој наведе категорију непособности којој припада 
- урођена смањена покретљивост, као последица физичке неспособности,
- сензорна или локомоторна неспособност),
- интелектуалне ометености,
- старост,
- болест или несрећа.

## Категорије путника у авио-саобраћају према степену инвалидитета
Према степену инвалидитета и потребној помоћи на аеродрому, путници се деле у следеће категорије:
ВЦХР (рампа за инвалидска колица) Путник може да користи степенице, али му треба инвалидска колица или друго превозно средство за веће удаљености.
ВЦХС (степениште за инвалидска колица) Путник не може користити степенице и потребна су му инвалидска колица или друго превозно средство за веће удаљености.
ВЦХЦ (кабина за инвалидска колица) 
- WCHR (Wheel Chair Ramp) - путник може да се попне и спусти низ степенице авиона и настави до седишта у кабини, али су му потребна инвалидска колица да пређе веће растојање до/од авиона
- WCHS  (Wheel Chair Stair) - путник не може да се пење и спушта низ степенице авиона, али може да настави до седишта у кабини; њему су потребна инвалидска колица или друго превозно средство за веће удаљености до/од авиона.
- WCHC (Wheel Chair Cabin) - путник је потпуно непокретан, потребна су му инвалидска колица да пређе растојање до/из авиона и мора се носити до/са свог седишта у путничкој кабини
- DPNA - Путник са сметњама у развоју или интелектуалним тешкоћама.
- Путник који се крећу уз употребу штака
- Слепи, слабовиди или глуви путник

### Образац медицинских информација
Путници са инвалидитетом који желе да користе услугу помоћи на аеодрому или у  авиону, морају да приложе Образац медицинских информација, који је попунио и потписао њихов лекар. Овај образац је доступан у канцеларијама за продају карата и може се преузети и са  веб странице авиокомпанија или аеродрома.